# Villiers-Saint-Frédéric
Villiers-Saint-Frédéric är en kommun i departementet Yvelines i regionen Île-de-France i norra Frankrike. Kommunen ligger i kantonen Montfort-l'Amaury som tillhör arrondissementet Rambouillet. År 2022 hade Villiers-Saint-Fréderic 3 231 invånare.

## Befolkningsutveckling
Antalet invånare i kommunen Villiers-Saint-Fréderic
| Referens: INSEE |